# 長内繁樹
長内 繁樹（おさない しげき、1958年〈昭和33年〉8月11日 - ）は、日本の政治家。大阪府豊中市長（2期）。

## 来歴
大阪府出身。1977年（昭和52年）3月、私立明星高等学校卒業、1981年（昭和56年）3月、関西学院大学経済学部卒業。大学時代は財政学の橋本徹のゼミに所属。1983年（昭和58年）4月、豊中市役所に入庁。2010年（平成22年）4月、健康福祉部長に就任。2014年（平成26年）10月、副市長に就任。
2018年（平成30年）2月23日、副市長を辞職。3月26日、任期満了に伴う豊中市長選挙に立候補する意向を表明。4月22日執行の市長選に自民党・立憲民主党・希望の党・公明党・民進党・自由党・社民党の推薦を受けて無所属で立候補。大阪維新の会公認の元府議の中川隆弘、元市議の松岡信道らを破り、初当選を果たした。5月15日、市長就任。選挙の結果は以下のとおり。
※当日有権者数：328,067人 最終投票率：36.92%（前回比：pts）
| 候補者名 | 年齢 | 所属党派     | 新旧別 | 得票数   | 得票率 | 推薦・支持                                                           |
| -------- | ---- | ------------ | ------ | -------- | ------ | -------------------------------------------------------------------- |
| 長内繁樹 | 59   | 無所属       | 新     | 49,863票 | 41.86% | （推薦）自民党・立憲民主党・希望の党・公明党・民進党・自由党・社民党 |
| 中川隆弘 | 58   | 大阪維新の会 | 新     | 43,152票 | 36.22% |                                                                      |
| 松岡信道 | 37   | 無所属       | 新     | 26,114票 | 21.92% |                                                                      |

2022年4月10日告示（17日投開票）の市長選挙に無投票で再選を果たした。

## 市政
- 2020年（令和2年）4月20日、新型コロナウイルス感染症の拡大を受け、自身の月額給与を20％、菊池秀彦副市長、足立佐知子副市長[9]、上下水道事業管理者、病院事業管理者、教育長ら特別職5人の月額給与を10％削減すると発表した。削減分約1,200万円は感染症対策の関連費用に充てられる予定[10]。